# Catharosoma contumnum
Catharosoma contumnum är en mångfotingart som beskrevs av Chamberlin 1955. Catharosoma contumnum ingår i släktet Catharosoma och familjen orangeridubbelfotingar. Inga underarter finns listade i Catalogue of Life.